# 19992 Schönbein
19992 Schönbein là một tiểu hành tinh vành đai chính với chu kỳ quỹ đạo là 1640.2651562 ngày (4.49 năm).
Nó được phát hiện ngày 10 tháng 10 năm 1990. Nó được đặt theo tên the chemist Christian Friedrich Schönbein.